# Abando (métro de Bilbao)
Abando est une station de la section commune à la ligne 1 et la ligne 2 du métro de Bilbao. Elle est située plaza Biribila à Bilbao, dans la province de Biscaye, communauté autonome du Pays Basque, en Espagne.
Elle est en correspondance avec la gare de Bilbao-Abando-Indalecio-Prieto.

## Situation sur le réseau
Établie en souterrain, la station Abando est une station de la section commune à la ligne 1 et la ligne 2. Elle est située entre : la station Moyua , en direction des terminus ouest et nord-ouest Plentzia (L1) et Kabiezes (L2), et la station Casco Viejo, en direction des terminus sud-est Etxebarri (L1) et Basauri (L2).

Plan du métro de Bilbao.

## Services aux voyageurs

### Desserte
Abando est desservie par les rames des lignes 1 et 2 du métro.

Installations et desserte
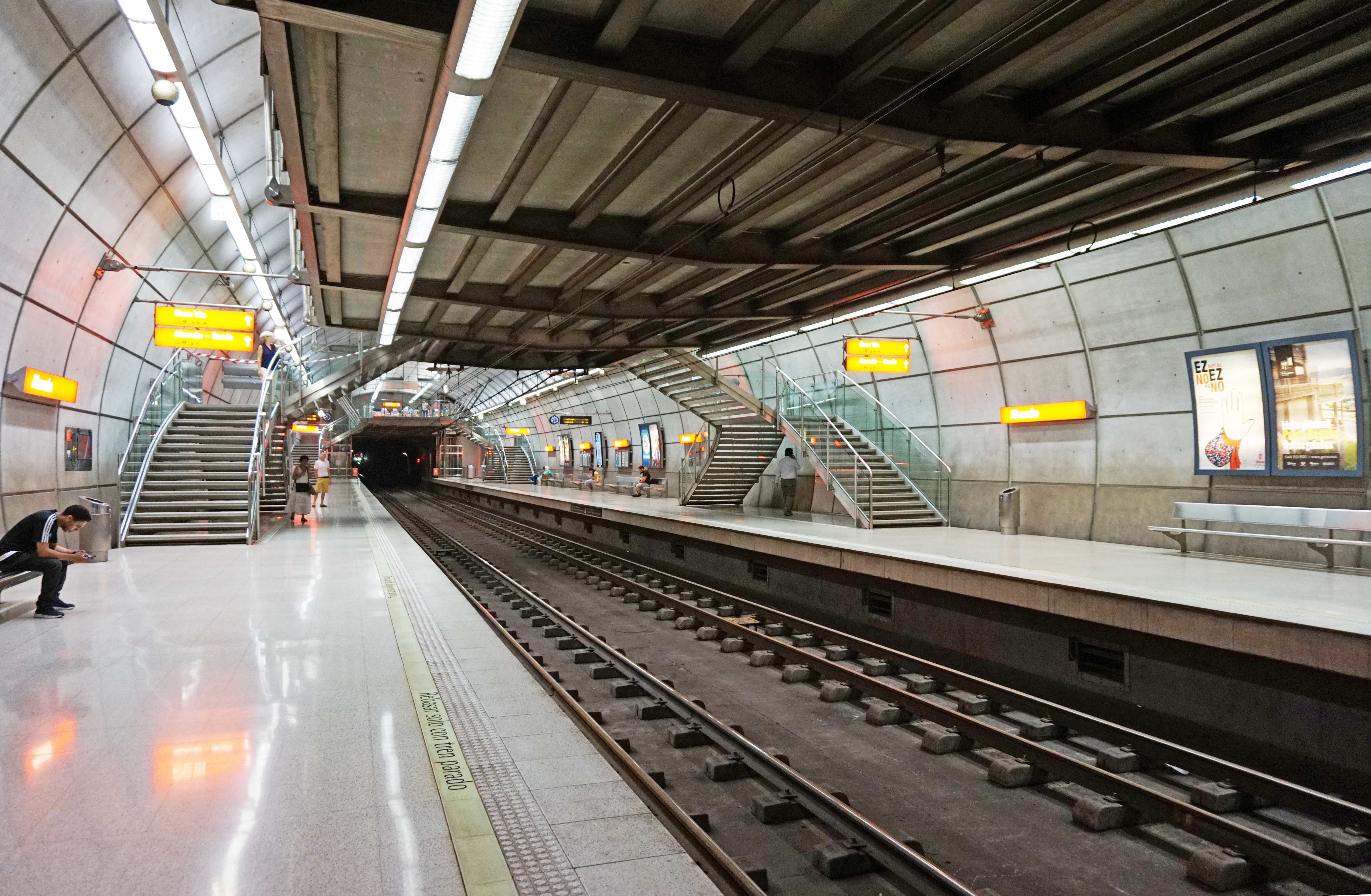
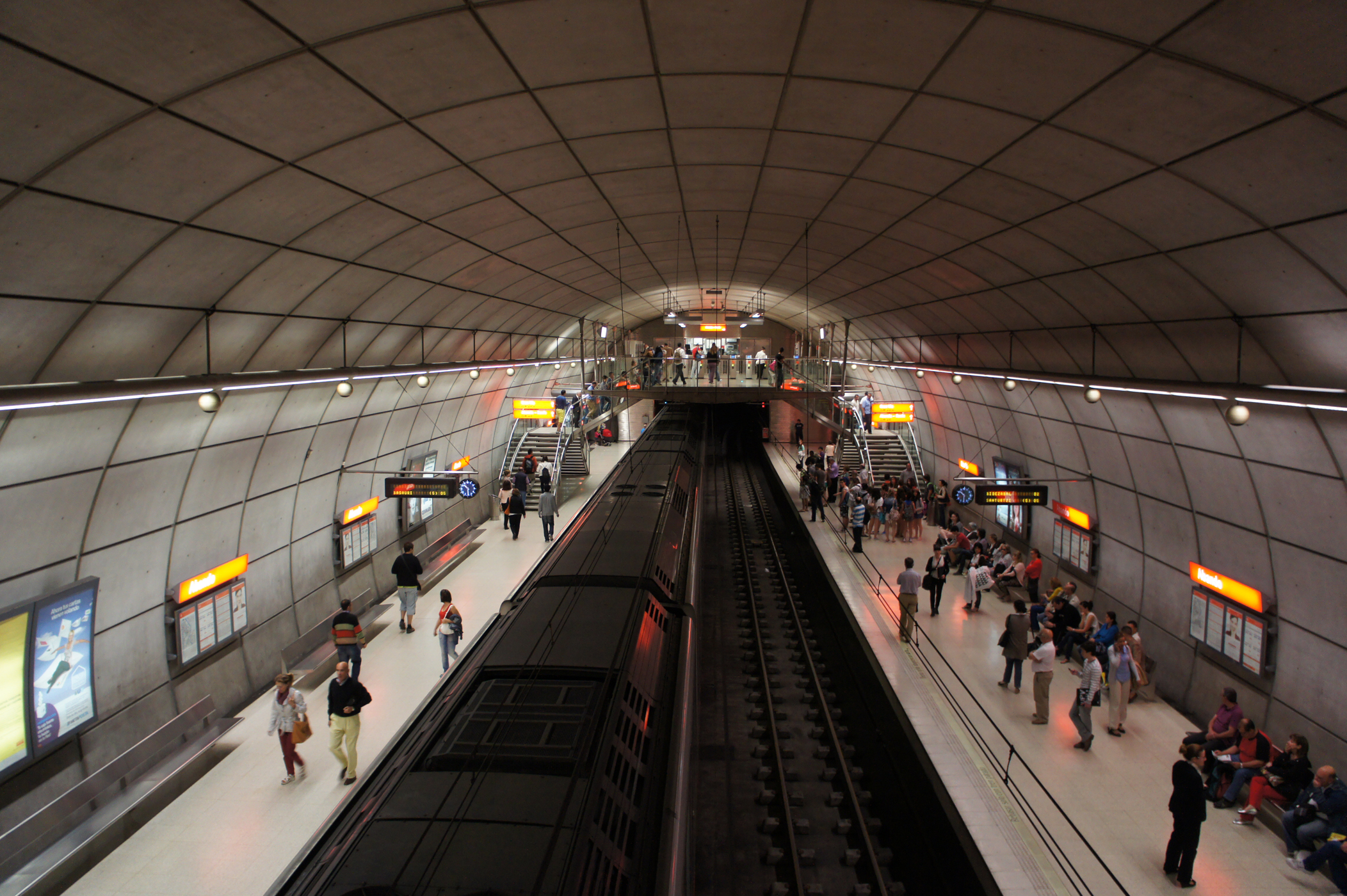
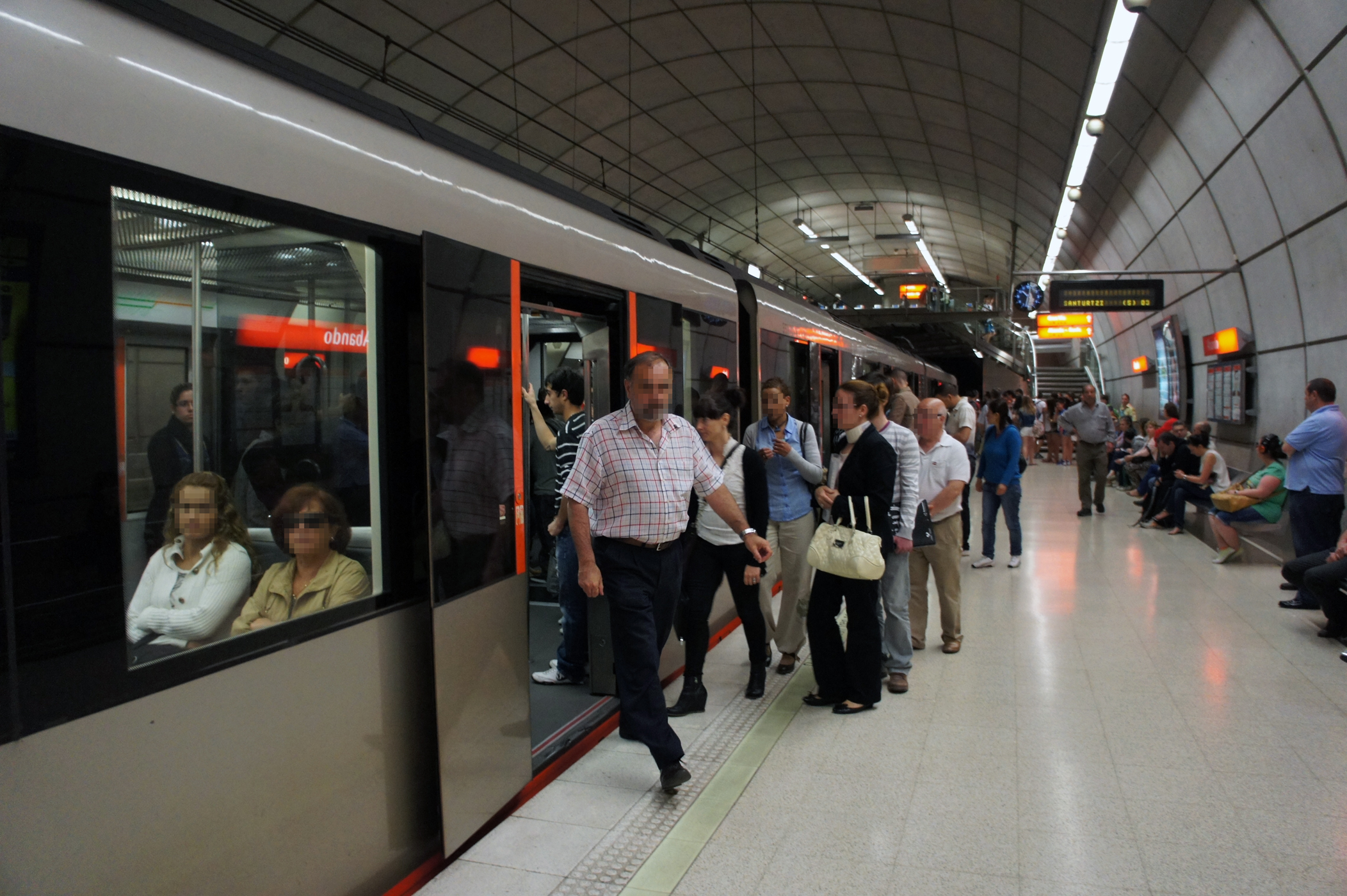

### Intermodalité
Elle est en correspondance avec : la gare de Bilbao-Abando-Indalecio-Prieto, desservie par des trains : grandes lignes vers Madrid ou Barcelone, InterCity vers Miranda de Ebro, et les lignes C-1, C-2 et C3 des trains de banlieue du réseau Cercanías Bilbao ; la gare de Bilbao-Concordia des Ferrocarriles de vía estrecha (Feve) ; et un arrêt de la ligne A du tramway de Bilbao.
Elle est également à proximité d'une gare routière desservie par des bus : Bizkaibus (lignes :A2314, A2322, A2324, A3115, A3122, A3136, A3137, A3144, A3151, A3152, A3336, A3337, A3514, A3515, A3911, A3912, A3917 et A3925) et Bilbobus (es) (lignes : 01, 03, 10, 26, 30, 40, 50, 56, 58, 62, 71, 72, 75, 77, 85, A1, A2, A5, G2, G3, G4, G5, G6, G7 et G8).